# 南康府

江西省の南康府の位置（1820年）

南康府（なんこうふ）は、中国にかつて存在した府。元末から民国初年にかけて、現在の江西省九江市南東部に設置された。

## 概要
982年（太平興国7年）、北宋により江州星子県に南康軍が置かれた。南康軍は江南東路に属し、星子・都昌・建昌の3県を管轄した。
1277年（至元14年）、元により南康軍は南康路に昇格した。南康路は江西等処行中書省に属し、録事司と星子・都昌の2県と建昌州を管轄した。1361年、朱元璋により南康路は南康府と改められた。
明のとき、南康府は江西省に属し、星子・都昌・建昌・安義の4県を管轄した。
清のとき、南康府は江西省に属し、星子・都昌・建昌・安義の4県を管轄した。
1913年、中華民国により南康府は廃止された。